# Heinz Mack

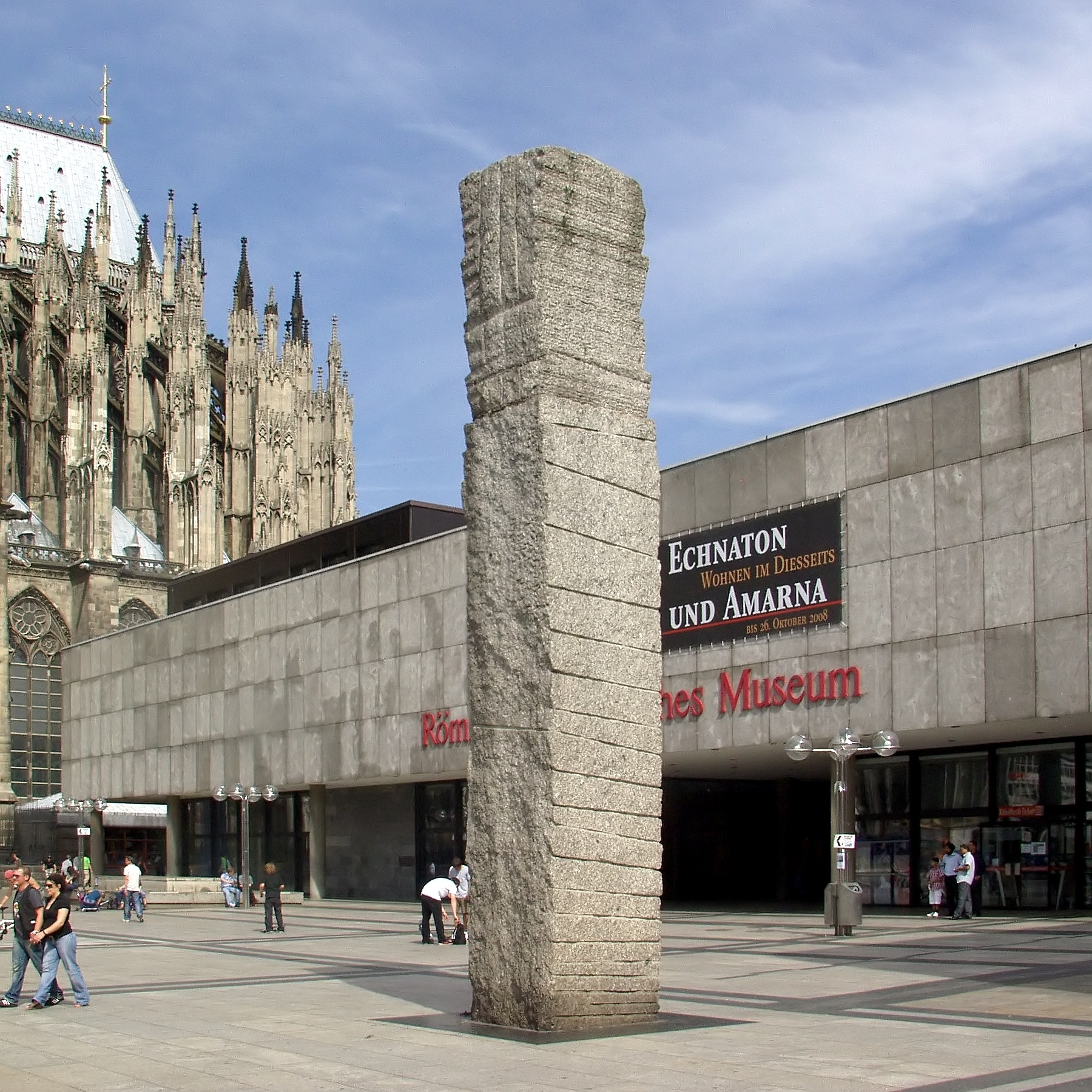
„Columne pro Caelo“, 1984.

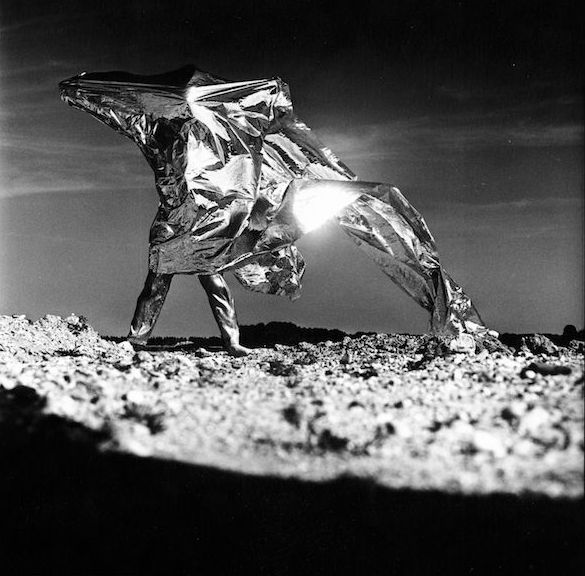
Heinz Mack de Lothar Wolleh

Heinz Mack  (8 de marzo de 1931 en Lollar, Hesse) es un pintor alemán.
A principios de los años 50 estudió en la Academia de Arte de Düsseldorf, donde se licenció en arte. En la misma época, se licenció en filosofía en Colonia. Fundó, en compañía de Otto Piene, el grupo ZERO. En los años 90, tras un paréntesis de unos veinte años, Mack volvió a retomar la pintura, tras un periodo en el que el grueso de su producción lo habían constituido sus características esculturas.

## Obra
Se recoge aquí una selección de sus obras:
- Piedra fronteriza
- Monumento para los presos políticos
- Animal
- Plaza Jürgen Ponto
- Columne pro caelo
- Plaza de la Unidad alemana

También hizo una obra titulada El tiempo de las estrellas
mmuxasa mas